# Arbelus nuperus
Arbelus nuperus là một loài tò vò trong họ Ichneumonidae.